# Pieter Anthoniszoon Overtwater

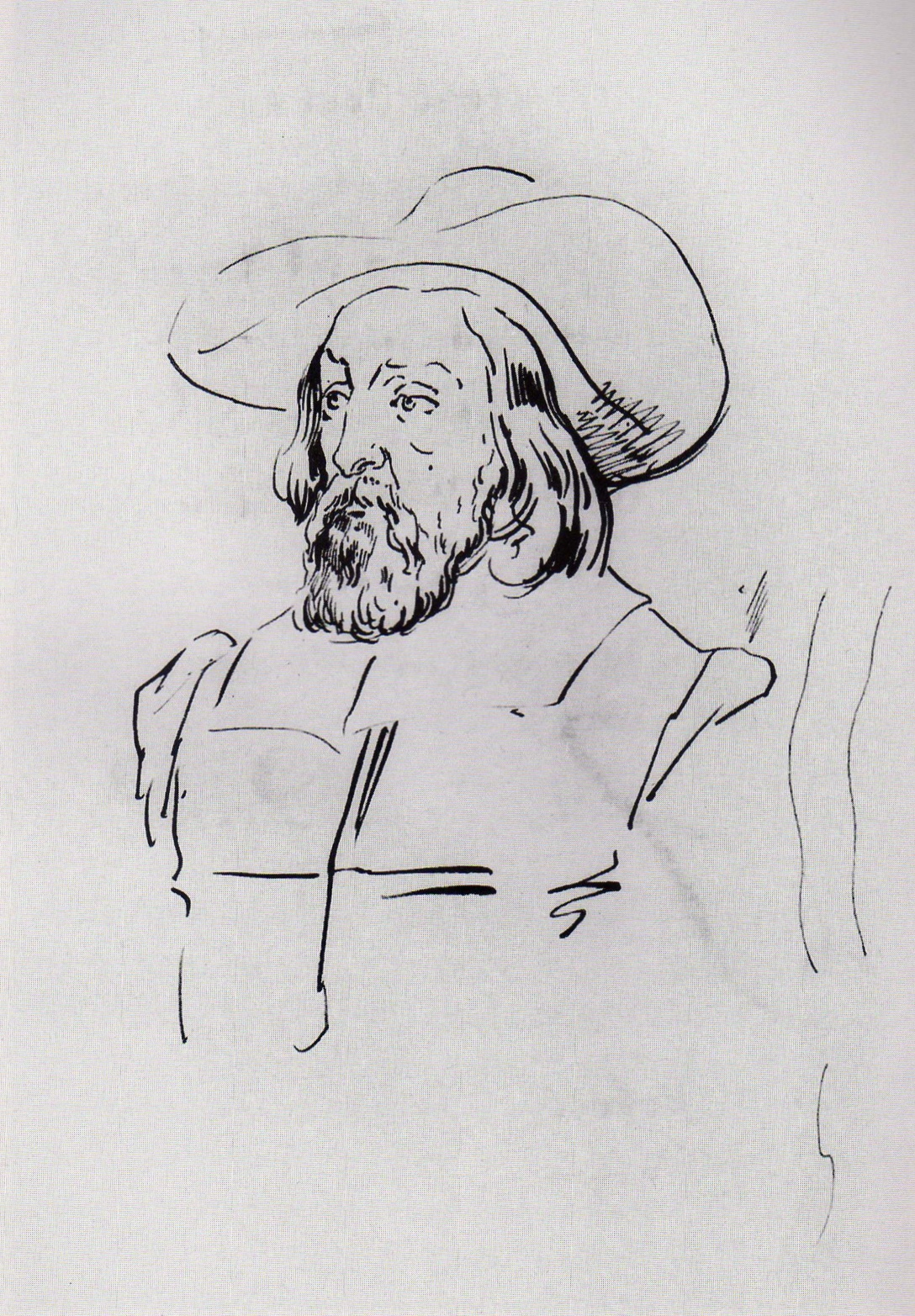
Vermutliches Porträt Overtwaters, Federzeichnung um 1644

Pieter Anthoniszoon Overtwater (* um 1610 in Hoorn; † 28. April 1682 in Batavia) war ein Kaufmann und Beamter der Niederländischen Ostindien-Kompanie, Leiter der Niederlassung in Dejima, Gouverneur von Niederländisch-Formosa und Mitglied des Rats von Indien.

## Leben
Der aus Hoorn stammende Overtwater trat 1640 in den Dienst der Niederländischen Ostindien-Kompanie (VOC). Nach Asien entsandt, war er zunächst Beamter in Niederländisch-Formosa (Taiwan), dann fungierte er von 1642 bis 1643 und ein zweites Mal von 1644 bis 1645 als Leiter der VOC-Niederlassung im japanischen Dejima. Während beider Amtszeiten reiste er, wie von den Japanern vorgeschrieben, in die Hauptstadt Edo, um dem Shogun Tokugawa Iemitsu seine Reverenz zu erweisen. Allerdings wurde er nur beim zweiten Besuch von diesem persönlich empfangen.
Von 1646 bis 1649 war Overtwater Gouverneur von Formosa. Danach kehrte er in die Niederlande zurück und lebte zwischen 1650 und 1663 in seiner Heimatstadt Hoorn, wo er dem Stadtrat angehörte. 1663 reiste er erneut nach Asien und wurde in Batavia in den Rat von Indien, die Regierung Niederländisch-Indiens, berufen. Er gehörte dem Rat bis 1679 an und starb am 28. April 1682.